# Aparicio (paroisse civile)
Pour les articles homonymes, voir Aparicio.
Aparicio est l'une des sept divisions territoriales et statistiques dont l'une des six paroisses civiles de la municipalité de Piar dans l'État de Monagas au Venezuela. Sa capitale est Aparicio.